# Ojo Pardo (manzana)
Ojo Pardo es el nombre de una variedad cultivar de manzano (Malus domestica). Esta manzana estuvo cultivada en la colección de la Estación Experimental Aula Dei (Zaragoza). Esta manzana es una variedad de manzanas antiguas autóctonas de la provincia de Zaragoza, actualmente ha descendido su interés comercial donde tenía su principal ámbito de cultivo, en los valles del Jalón y Jiloca (provincias de Zaragoza y Teruel).

## Sinónimos
- "Manzana Ojo Pardo".[5][7][8]

## Historia
La variedad de manzana 'Ojo Pardo' tiene su origen en la Provincia de Zaragoza de la comunidad autónoma de Aragón.
Variedad que ha bajado su interés comercial en la provincia de Zaragoza con respecto a periodos anteriores donde tuvo una gran difusión, que ha sido desplazado su cultivo por las nuevas variedades selectas foráneas que se distribuyen por los grandes circuitos de comercialización.

## Características
El manzano de la variedad 'Ojo Pardo' tiene un vigor medio; porte enhiesto, con vegetación muy tupida, hoja pequeña; tubo del cáliz pequeño, triangular, y con los estambres situados por su mitad. Tiene un tiempo de floración muy precoz, floración corta, y época de recolección tardía en otoño.
La variedad de manzana 'Ojo Pardo' tiene un fruto de tamaño pequeño; forma esfero-globosa cónica y aplastada en su parte superior y levemente en la inferior, con contorno levemente irregular; piel lisa, levemente untuosa; con color de fondo verde amarillo blanquecino, sin chapa, importancia del sobre color nulo, acusa un punteado ruginoso, pequeño, entremezclado con otros de color del fondo, y con una sensibilidad al "russeting" (pardeamiento áspero superficial que presentan algunas variedades) débil; pedúnculo corto, medianamente fino, engrosado en su extremo, pubescente, anchura de la cavidad peduncular estrecha, profundidad cavidad pedúncular medianamente profunda, con iniciada chapa ruginosa más o menos notoria, y con una importancia del "russeting" en cavidad peduncular débil; anchura de la cavidad calicina relativamente amplia, rara vez estrecha, profundidad de la cavidad calicina suavemente profunda, fruncida en el fondo y de bordes ondulados, y con importancia del "russeting" en cavidad calicina débil; ojo más bien pequeño y cerrado; sépalos triangulares de puntas vueltas.
Carne de color blanco con tinte verdoso; textura firme, jugosa; sabor aceptable pero más bien soso; corazón pequeño, bulbiforme, centrado o marcadamente desplazado hacia el pedúnculo; eje semiabierto; celdas arriñonadas, marcadamente puntiagudas en su inserción y redondeadas y divergiendo extraordinariamente del eje; semillas irregularmente formadas pero siempre de punta muy aguda.
La manzana 'Ojo Pardo' tiene una época de maduración y recolección tardía, en otoño, su recolección se lleva a cabo a mediados de octubre, en Zaragoza. Se usa como manzana de mesa fresca de mesa. Aguanta conservación en frío hasta cuatro meses.
De entrada en producción más bien lenta, es posteriormente muy productiva, con acusada tendencia a la vecería (Contrañada), por lo que es necesario un  cuidadoso aclareo.